# Jacob Tengström
Jacob Tengström (né le 4 décembre 1755 à Kokkola - mort le 26 décembre 1832 à Turku) est un archevêque luthérien finlandais,.

## Biographie
En 1802, il succède à Jakob Gadolin et devient évêque de Turku jusqu'en 1817 quand le titre d'"évêque de Turku" cesse d'exister.
Il est élevé au rang d'archevêque en 1817.
Son titre est transformé en celui d'"Archevêque de Turku et de Finlande", et Jacob Tengström devient le premier "Archevêque de Turku et de Finlande" jusqu'à son décès.

## Ouvrages
- (fi) Uusi aapelus eli opetuskirja lapsille, 1847 (lire en ligne)
- (sv) Läse-öfning för mina barn, 1795 (lire en ligne)